# Gnathanodon speciosus
Gnathanodon speciosus es una especie de peces de la familia Carangidae en el orden de los Perciformes.

## Morfología

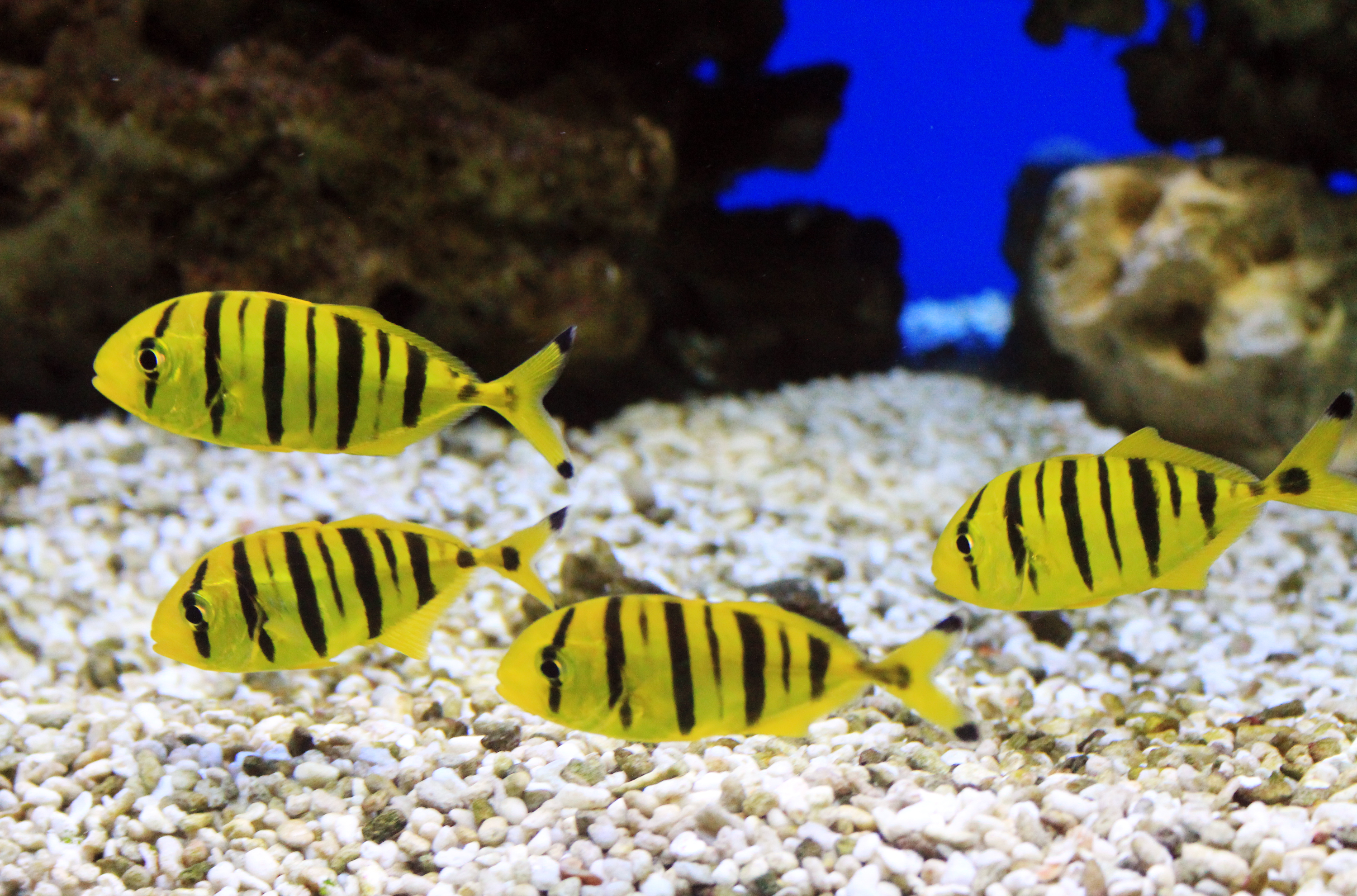
In Prague seaquarium

• Los machos pueden llegar alcanzar los 120 cm de longitud total y los 15 kg de peso.

## Alimentación
Come peces pequeños, crustáceos y otros invertebrados.

## Distribución geográfica
Se encuentra en las  costas del Pacífico oriental: desde el suroeste de Baja California y el Golfo de California hasta Ecuador.